# NSG Kossautal
NSG Kossautal este o arie protejată (arie de protecție specială avifaunistică — SPA) din Germania întinsă pe o suprafață de 106 ha, integral pe uscat.

## Localizare
Centrul sitului NSG Kossautal este situat la coordonatele 54°16′05″N 10°32′52″E / 54.2681°N 10.5478°E.

## Înființare
Situl NSG Kossautal a fost declarat arie de protecție specială avifaunistică în octombrie 1997 pentru a proteja 3 specii de animale.

## Biodiversitate
Situată în ecoregiunea continentală, aria protejată nu include niciun habitat protejat.
La baza desemnării sitului se află mai multe specii protejate de  păsări (3): pescăruș albastru (Alcedo atthis), erete de stuf (Circus aeruginosus), cristeiul de câmp (Crex crex).